# 千葉県道184号外野勝山線
千葉県道184号外野勝山線（ちばけんどう184ごう そとのかつやません）は、千葉県南房総市と安房郡鋸南町を結ぶ一般県道。
佐久間地区住民が多く利用する山間部の道路であり大崩近辺は狭隘で危険区間もある。

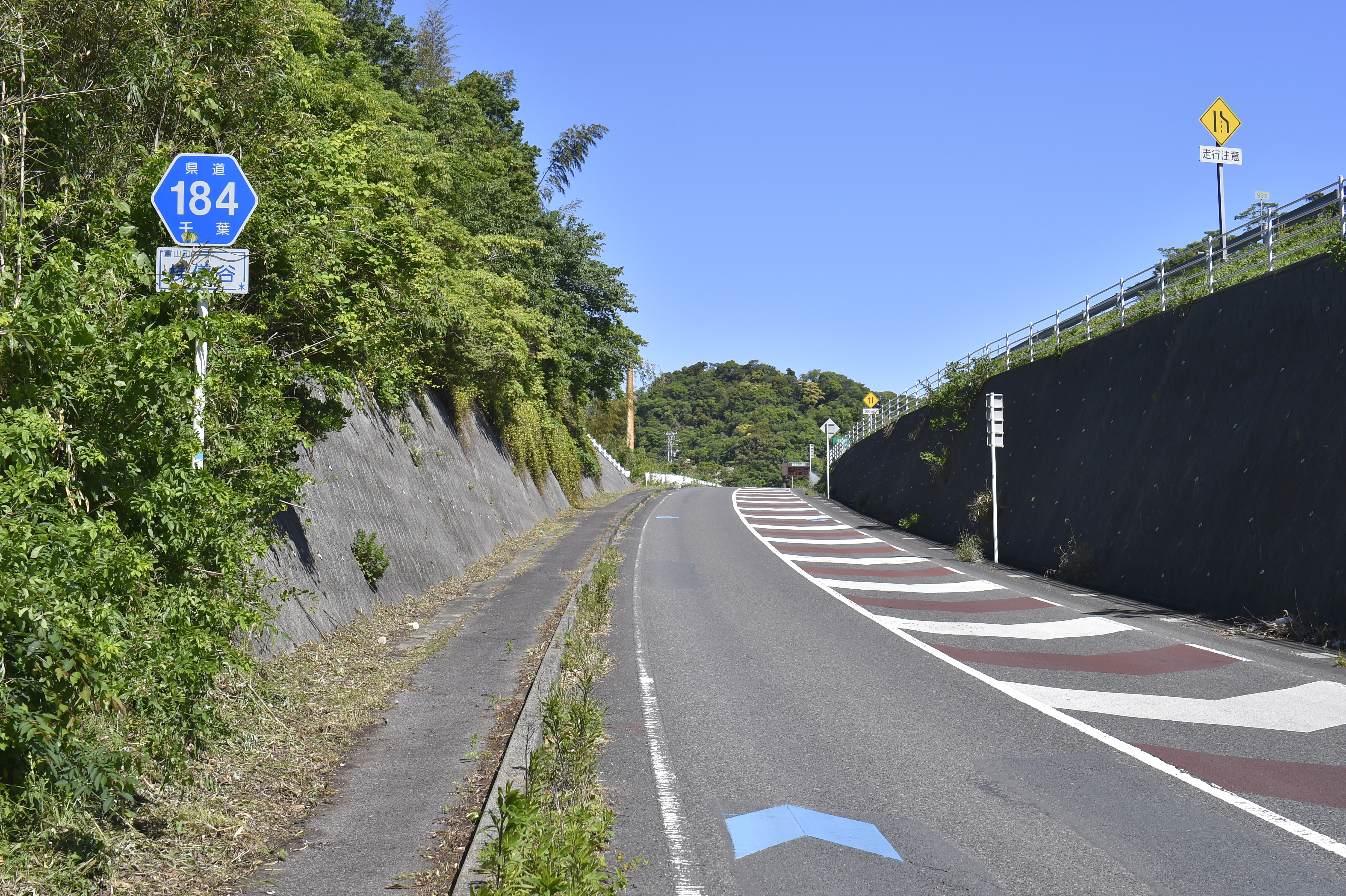
千葉県道184号外野勝山線
南房総市検儀谷の富津館山道路側道（支線）区間（2023年5月）

## 路線データ
- 本線 起点：南房総市荒川（信号無交差点、千葉県道88号富津館山線交点）
- 本線 終点：安房郡鋸南町下佐久間（下佐久間交差点、国道127号交点）
- 支線 起点：安房郡鋸南町下佐久間（鋸南富山IC交差点、本線交点）
- 支線 終点：南房総市竹内
- 総延長：17.152 km（安房土木事務所管内：17.152 km[1]）
- 重用延長：2.472 km（安房土木事務所管内：2.472 km[1]）
- 実延長：14.680 km（安房土木事務所管内：14.680 km[1]）

## 地理

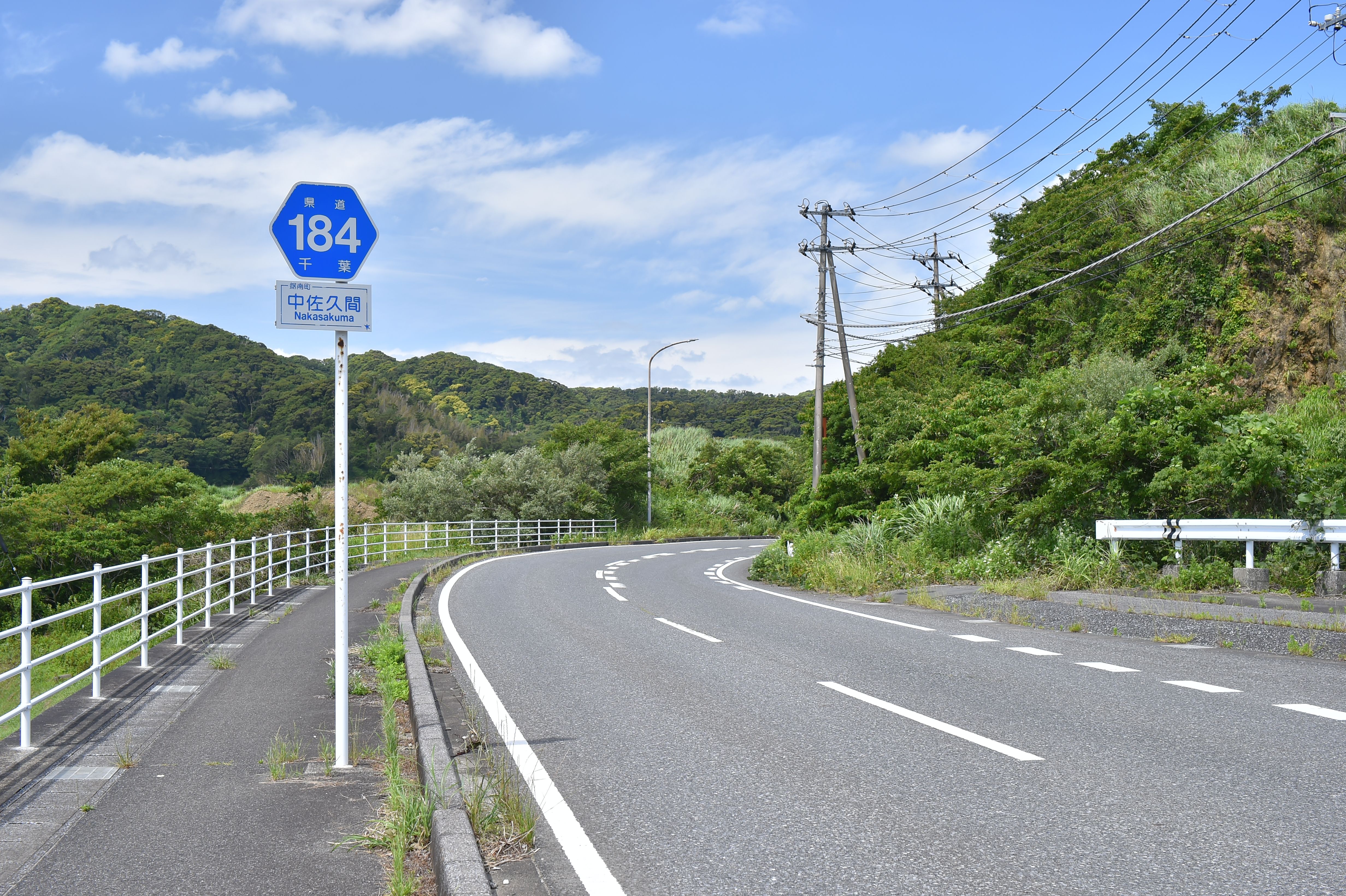
鋸南町中佐久間（2023年6月）

### 通過する自治体
- 千葉県
  - 南房総市
  - 安房郡鋸南町

### 交差・接続する道路
本線

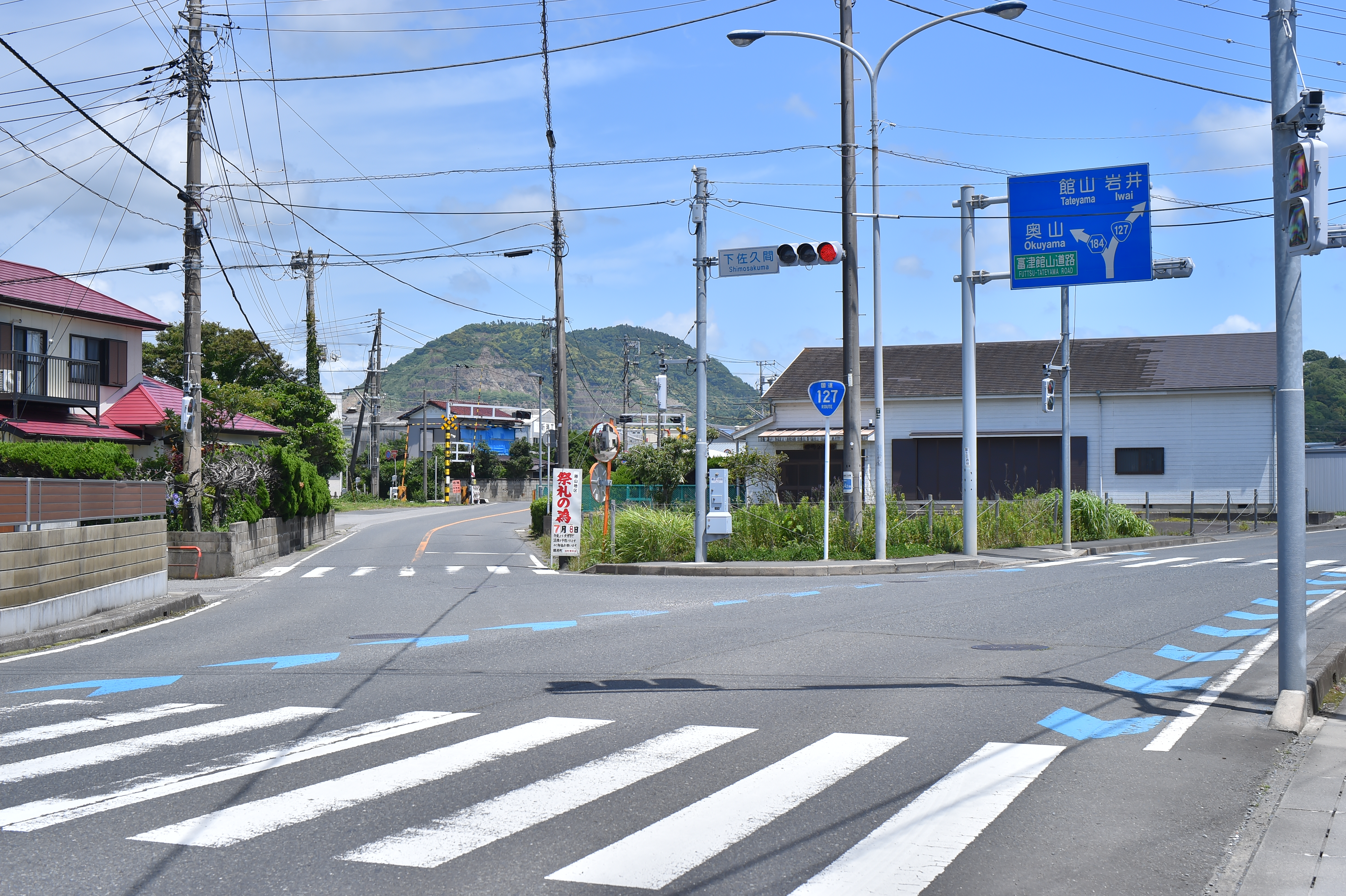
終点・下佐久間交差点（安房郡鋸南町下佐久間）

- 千葉県道88号富津館山線 - 南房総市荒川（信号無交差点、起点）
  - このあたり、旧道をバイパスする短い新道が随所に開通している。
- 富津館山道路鋸南富山インターチェンジ - 安房郡鋸南町下佐久間（鋸南富山IC交差点）
- 国道127号 - 安房郡鋸南町下佐久間（下佐久間交差点、終点）

支線
- 千葉県道89号鴨川富山線 - 南房総市二部（富里楽前交差点）

### 沿線
- 道の駅富楽里とみやま（南房総市二部）

## 市部バイパス

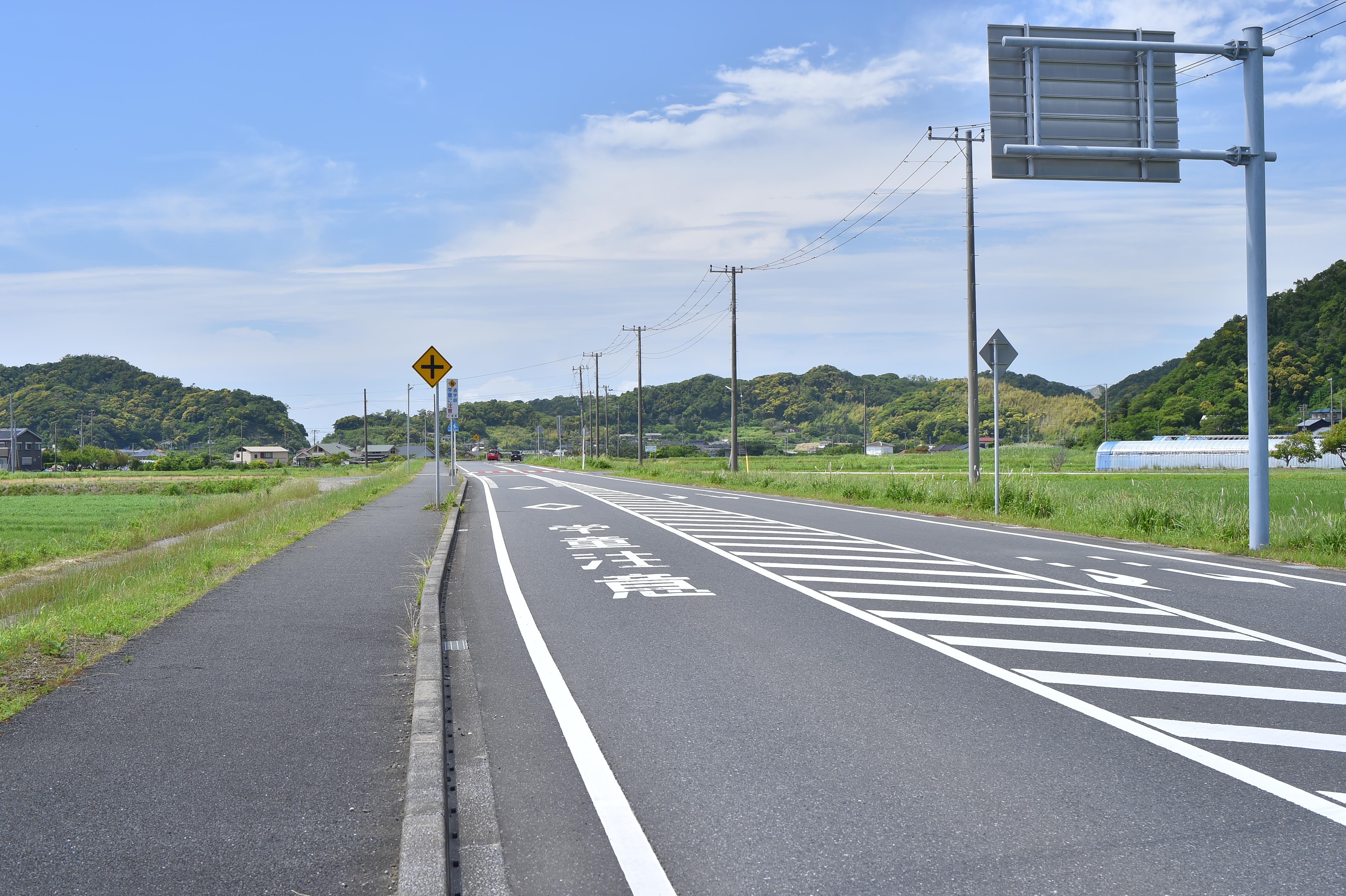
市部バイパス（2023年6月）

市部バイパス（いちぶバイパス）は、千葉県南房総市の千葉県道184号外野勝山線の支線の一部を構成するバイパス道路である。2010年（平成22年）7月30日に開通した。名称はバイパスの通る大字の南房総市市部から来ている。
富津館山道路の側道として、鋸南富山インターチェンジ（鋸南富山IC）より千葉県道184号の支線となり、千葉県道89号鴨川富山線に交差し、道の駅富楽里とみやままで接続されている。道の駅富楽里とみやま以南より南房総市竹内の千葉県道258号富山丸山線交点までの道路が、千葉県道184号の市部バイパスである。1994年（平成6年）から安房地域整備センターで整備を開始。2003年（平成15年）には富楽里側の200メートルが供用開始された。その後、未設置の橋の路面整備など、残り区間（1キロメートル）の工事を行い、2010年（平成22年）7月30日に全線開通した。